# چن گوانگ‌چنگ

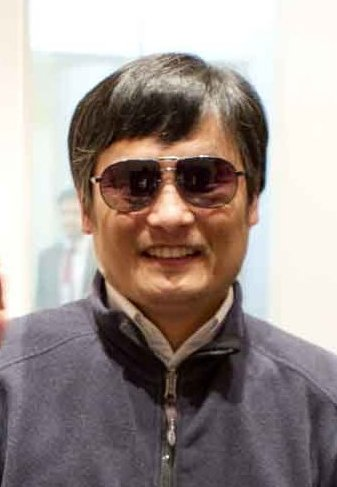
چن گوانگ‌چنگ که نابینا است از سال ۲۰۱۰ میلادی، در «حبس خانگی» نگاه‌داری می‌شود.

چن گوانگ‌چنگ (به چینی: 陈光诚) فعال مدافع حقوق بشر چینی است. وی هم‌چنین به «وکیل پابرهنه» مشهور است. وی که نابینا است، در سال ۲۰۰۵ میلادی به دلیل افشای سقط جنین و عقیم‌سازی اجباری هفت هزار زن در استان شاندونگ توسط دولت محلی بازداشت شد و سال بعد، دادگاهی چینی پس از یک محاکمه کوتاه، او را به چهار سال حبس محکوم کرد. وی از زمان پایان دوره محکومیت‌اش در سال ۲۰۱۰ میلادی، در «حبس خانگی» و تحت تدابیر شدید امنیتی به سر می‌برد.

## پناهندگی به سفارت آمریکا در پکن
چن گوانگ‌چنگ پس از فرار از حبس خانگی در روستایی در استان شاندونگ، در سفارت ایالات متحده آمریکا در پکن مخفی شده بود. وی پس از شش روز پناهندگی، به همراه تعدادی از دیپلمات‌های بلندپایه آمریکایی از سفارت خارج و به بیمارستانی در پکن منتقل شد.
چن گوانگ‌چنگ در هنگامی که در سفارت آمریکا مخفی شده بود، در تماسی تلفنی به کنگره آمریکا از از نمایندگان کنگره آمریکا خواست تا به او برای خروج از چین و سفر به آمریکا کمک کنند. این تماس تلفنی به‌طور زنده در جلسه کنگره پخش می‌شد. او در این تماس تلفنی گفت: «می‌خواهم به آمریکا بیایم. ده سال است که در آرامش نبوده‌ام». او هم‌چنین گفت: «من نگران وضع مادر و برادرانم هستم. می‌خواهم بدانم چه اتفاقی برای آنها افتاده‌است».
وی مدعی است که مقامات امنیتی چینی پیغام داده بودند که در صورت ادامه حضور در سفارت‌خانه، همسرش را به قتل خواهند رساند.